# Hermitage (Missouri)
Hermitage è un comune degli Stati Uniti d'America, situato nello Stato del Missouri, nella contea di Hickory, della quale è il capoluogo.